# Trzykosy
Trzykosy is een dorp in de Poolse woiwodschap Święty Krzyż. De plaats maakt deel uit van de gemeente Koprzywnica en telt 260 inwoners.